# Nicolás Ibáñez
Nicolás Ibáñez (Venado Tuerto, Argentina, 23 de agosto de 1994) es un futbolista argentino naturalizado mexicano. Juega como delantero y su equipo actual es el Tigres de la UANL de la Primera División de México.

## Trayectoria

### Comunicaciones
La carrera de Ibáñez comenzó en el sistema juvenil de Lanús, antes de pasar al fútbol senior de  Comunicaciones de la Primera B Metropolitana en 2015. En su quinta aparición anotó su primer gol en la derrota por 4-2 ante Deportivo Merlo el 14 de marzo. Dos semanas después recibió su primera tarjeta roja en el empate 1-1 con Almirante Brown el 27 de marzo. En total anotó quince goles en sus dos primeras temporadas en 54 apariciones con el club.

### Gimnasia y Esgrima
El 1 de agosto de 2016 Gimnasia y Esgrima de la Primera División de Argentina cedió a Ibáñez. Anotó en su debut en Gimnasia y Esgrima durante una victoria sobre Vélez Sarsfield. 
Un año después de su incorporación el club lo fichó de forma definitiva tras siete goles en treinta partidos. Marcó dos goles en el primer partido después de un empate 4-4 a domicilio ante Defensa y Justicia. 

### Atlético San Luis
En enero de 2018 se unió al Atlético San Luis de Liga de Ascenso de México. Debutó en el fútbol mexicano el 19 de enero, entrando como suplente de Pablo Olivera en el empate sin goles ante Tampico Madero. Ibáñez hizo su aparición número 100 en la liga en una derrota frente a Celaya, anotó su primer gol para ellos el 20 de febrero, en la victoria por 2-0 contra Zacatepec. 
Después de anotar siete goles en trece juegos en su primera campaña, Ibáñez anotó veintiún veces en la siguiente temporada regular 2018-19, que incluyó un recorrido de cuatro goles contra Celaya el 2 de febrero de 2019. Posteriormente anotó dos en seis en los play-offs, que el club ganó tras vencer a Dorados de Sinaloa en dos partidos para ganar un lugar en la Liga MX y lograr su segundo título consecutivo; también terminó la campaña como máximo goleador de la división.

### Atlético de Madrid
El 5 de junio de 2019 el Atlético de Madrid de la Primera División de España, que tiene una participación accionaria en el Atlético San Luis, anunció el fichaje de Ibáñez; efectivo a partir de julio. Inmediatamente fue cedido al equipo mexicano el 1 de julio.

#### Cedido al Atlético San Luis
Ibáñez apareció por su lado en la Liga MX el 20 de julio de 2019 en una derrota en casa ante la UNAM. Anotó en un partido de exhibición contra su equipo matriz el 3 de agosto, poniendo a su equipo por delante antes de que el club de La Liga revirtiera el déficit para ganar. Ibáñez anotó catorce goles en 2019-20, en particular anotando dobletes en casa y fuera contra León. Hizo la aparición número 200 de su carrera el 6 de noviembre de 2020 contra Puebla.

### Tigres de UANL
El 18 de enero de 2023, los Tigres anunciaron su contratación.

## Estadísticas

### Clubes
Actualizado hasta su último partido disputado el 29 de julio de 2025.
| Club                              | Div.          | Temporada     | Liga  | Liga  | Liga   | Copas nacionales | Copas nacionales | Copas nacionales | Torneos internacionales | Torneos internacionales | Torneos internacionales | Total | Total | Total  |
| Club                              | Div.          | Temporada     | Part. | Goles | Asist. | Part.            | Goles            | Asist.           | Part.                   | Goles                   | Asist.                  | Part. | Goles | Asist. |
| --------------------------------- | ------------- | ------------- | ----- | ----- | ------ | ---------------- | ---------------- | ---------------- | ----------------------- | ----------------------- | ----------------------- | ----- | ----- | ------ |
| Comunicaciones Argentina          | 3.ª           | 2015          | 35    | 9     | 3      | 2                | 1                | 0                | —                       | —                       | —                       | 37    | 10    | 3      |
| Comunicaciones Argentina          | 3.ª           | 2016          | 19    | 6     | 0      | —                | —                | —                | —                       | —                       | —                       | 19    | 6     | 0      |
| Comunicaciones Argentina          | Total club    | Total club    | 54    | 15    | 3      | 2                | 1                | 0                | 0                       | 0                       | 0                       | 56    | 16    | 3      |
| Gimnasia y Esgrima (LP) Argentina | 1.ª           | 2016-17       | 30    | 7     | 0      | 4                | 1                | 0                | 2                       | 0                       | 0                       | 36    | 8     | 0      |
| Gimnasia y Esgrima (LP) Argentina | 1.ª           | 2017-18       | 10    | 2     | 0      | —                | —                | —                | —                       | —                       | —                       | 10    | 2     | 0      |
| Gimnasia y Esgrima (LP) Argentina | Total club    | Total club    | 40    | 9     | 0      | 4                | 1                | 0                | 2                       | 0                       | 0                       | 46    | 10    | 0      |
| Atlético de San Luis · México     | 2.ª           | C-2018        | 13    | 7     | 0      | —                | —                | —                | —                       | —                       | —                       | 13    | 7     | 0      |
| Atlético de San Luis · México     | 2.ª           | 2018-19       | 40    | 23    | 2      | 4                | 0                | 0                | —                       | —                       | —                       | 44    | 23    | 2      |
| Atlético de San Luis · México     | 1.ª           | 2019-20       | 26    | 14    | 2      | 3                | 0                | 0                | —                       | —                       | —                       | 29    | 14    | 2      |
| Atlético de San Luis · México     | 1.ª           | 2020-21       | 29    | 13    | 3      | —                | —                | —                | —                       | —                       | —                       | 29    | 13    | 3      |
| Atlético de San Luis · México     | Total club    | Total club    | 108   | 57    | 7      | 7                | 0                | 0                | 0                       | 0                       | 0                       | 115   | 57    | 7      |
| C. F. Pachuca · México            | 1.ª           | 2021-22       | 38    | 17    | 2      | —                | —                | —                | —                       | —                       | —                       | 38    | 17    | 2      |
| C. F. Pachuca · México            | 1.ª           | 2022-23       | 24    | 18    | 0      | —                | —                | —                | —                       | —                       | —                       | 24    | 18    | 0      |
| C. F. Pachuca · México            | Total club    | Total club    | 62    | 35    | 2      | 0                | 0                | 0                | 0                       | 0                       | 0                       | 62    | 35    | 2      |
| Tigres de la UANL · México        | 1.ª           | C-2023        | 18    | 3     | 1      | 1                | 1                | 0                | 6                       | 1                       | 0                       | 25    | 5     | 1      |
| Tigres de la UANL · México        | 1.ª           | 2023-24       | 38    | 12    | 5      | —                | —                | —                | 7                       | 0                       | 0                       | 45    | 12    | 5      |
| Tigres de la UANL · México        | 1.ª           | 2024-25       | 39    | 7     | 1      | 1                | 0                | 0                | 12                      | 3                       | 2                       | 52    | 10    | 3      |
| Tigres de la UANL · México        | 1.ª           | 2025-26       | 2     | 2     | 0      | —                | —                | —                | 1                       | 0                       | 0                       | 3     | 2     | 0      |
| Tigres de la UANL · México        | Total club    | Total club    | 97    | 23    | 7      | 2                | 1                | 0                | 26                      | 4                       | 2                       | 125   | 29    | 9      |
| Total carrera                     | Total carrera | Total carrera | 361   | 140   | 19     | 15               | 3                | 0                | 28                      | 4                       | 2                       | 404   | 147   | 21     |
| 1. 2. 3.                          |               |               |       |       |        |                  |                  |                  |                         |                         |                         |       |       |        |

### Hat-tricks
| 1 | 2 de febrero de 2019  | Estadio Alfonso Lastras Ramírez, San Luis Potosí | Atlético de San Luis - Celaya F. C. |  | 4 - 1 | Torneo Clausura 2019 Liga de Ascenso |
| 2 | 20 de octubre de 2022 | Estadio Hidalgo, Pachuca                         | Pachuca - C. F. Monterrey           |  | 5 - 2 | Torneo Apertura 2022 (México)        |

## Palmarés

### Títulos nacionales
| Título               | Equipo               | País   | Año     |
| -------------------- | -------------------- | ------ | ------- |
| Liga de Ascenso      | Atlético de San Luis | México | A-2018  |
| Liga de Ascenso      | Atlético de San Luis | México | C-2019  |
| Campeón de Ascenso   | Atlético de San Luis | México | 2018-19 |
| Primera División     | C. F. Pachuca        | México | A-2022  |
| Primera División     | Tigres de la UANL    | México | C-2023  |
| Campeón de Campeones | Tigres de la UANL    | México | 2022-23 |

### Distinciones individuales
| Distinción                                           | Año  |
| ---------------------------------------------------- | ---- |
| Campeón de goleo individual de Ascenso MX - Apertura | 2018 |
| Campeón de goleo individual de Ascenso MX - Clausura | 2019 |
| Campeón de Goleo de la Liga MX- Apertura (11 goles)  | 2022 |